# Karel Steffl
Karel Steffl (10. dubna 1903 Horní Sekyřany – 26. ledna 1960 ?) byl fotbalista pražského německého klubu DFC Prag, reprezentant Československa.

## Fotbalová kariéra
Jeho mateřským klubem byl DFC Prag. Za československou reprezentaci odehrál Karel Steffel v obraně v roce 1926 dvě utkání.

## Ligová bilance
| Ročník              | Zápasy | Góly | Klub     |
| ------------------- | ------ | ---- | -------- |
| Asociační liga 1925 | 6      | 0    | DFC Prag |
| CELKEM              | 6      | 0    |          |